# 九龍巴士204線
204線是一條已取消的市區特快豪華巴士路線，由九巴營辦，來往荔枝角（橋底）及觀塘（裕民坊）。

## 歷史
- 1975年6月9日：204線投入服務，袛於平日行走，假日停開。
- 1976年4月3日：因興建地鐵修正早期系統，此線多次改道。
- 1982年3月28日：因乘客稀少，此線取消。[1]

## 服務時間及班次
最後更新：197810

### 由荔枝角（橋底）開出
- 星期一至六：
  - 07:10-12:00（10分鐘一班）
  - 12:00-13:00（15分鐘一班）
  - 13:00-19:00（10分鐘一班）

### 由觀塘（裕民坊）開出
- 星期一至六：
  - 07:10-12:50（10分鐘一班）
  - 12:50-13:50（15分鐘一班）
  - 13:50-19:00（10分鐘一班）

此路線於星期日及公眾假期不設服務

## 收費
| 收費調整生效日期 | 全程收費 | 分段收費     |
| ---------------- | -------- | ------------ |
| 1982年3月1日     | $2.5     | 不設分段收費 |
| 1980年2月3日     | $1.5     | 不設分段收費 |
| 1975年6月9日     | $1.0     | 不設分段收費 |

此路線大小同價，學童乘車半價證與代用券亦不適用。

## 行走路線
最後更新：197810
此路線的官方全程行車里數為13.5公里，行車時間約為45分鐘。（平均行車時速約為18公里）

- 往觀塘（裕民坊）方向：途經荔枝角海灘道、長沙灣道、南昌街、歌和老街、窩打老道、聯合道、富美街、鳳舞街、龍翔道、觀塘道、康寧道、裕民坊、輔仁街
- 往荔枝角（橋底）方向：途經同仁街、裕民坊、康寧道、觀塘道、龍翔道、鳳舞街、富美街、聯合道、窩打老道、歌和老街、南昌街、元州街、欽州街、長沙灣道、未命名路